# Albert Büchi (wielrenner)
Albert Büchi (Winterthur, 27 juni 1907 – aldaar, augustus 1988) was een Zwitsers wielrenner.

## Levensloop en carrière
Büchi werd in 1931 kampioen van Zwitserland. Hij nam deel aan vier edities van de Ronde van Frankrijk, waarin hij steeds in de top twintig eindigde.

## Resultaten in voornaamste wedstrijden
| Jaar | Ronde van Italië | Ronde van Frankrijk | Ronde van Spanje |
| ---- | ---------------- | ------------------- | ---------------- |
| 1931 |                  | 9e                  |                  |
| 1932 |                  | 11e                 |                  |
| 1933 |                  | 13e                 |                  |
| 1934 |                  | 17e                 |                  |